# 陆地

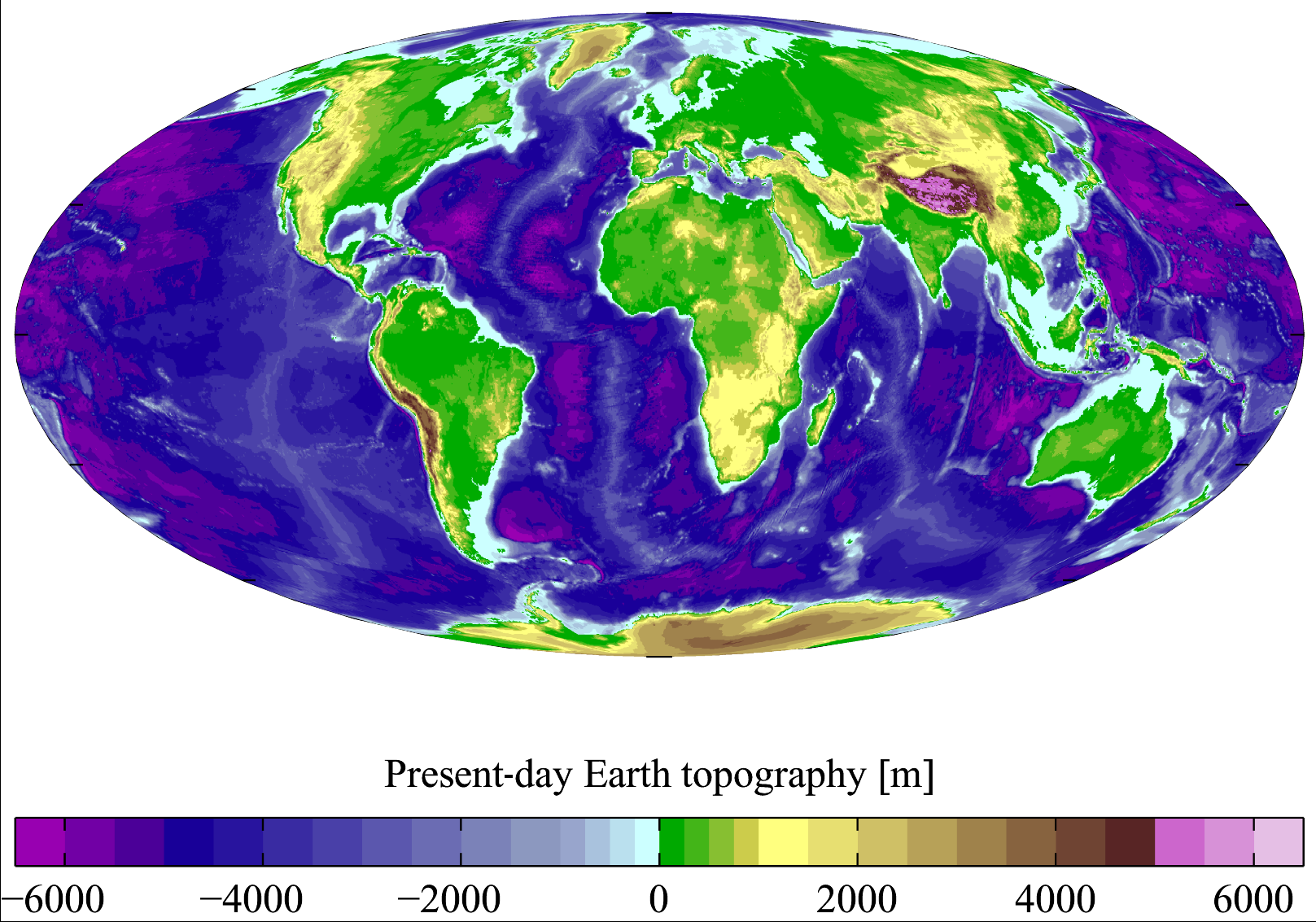
地圖中顏色的數值在0以上的部份即為陸地

陆地（英语：Land）是指地球表面未淹沒在液态水下的區域。陸地約占地球表面的29%，面積約為1億4821萬平方公里。陸地和海、洋或其他水體的不同之處為地表最基本的差異。人類歷史上大多數的活動都是在陸地發生，可以供人类进行農業、狩獵，和其他人類活動的陸地，往往也是早期人們聚集的地區。陸地生長的陸生植物及陆生动物，其型態和水生動植物也有一些差異。陸地和水體的分界也隨地區而不同，有些地區的地形以岩石為主，和水體就會有明確的分界。但有些地區的陸地和水體之間有濕地或沼澤，因此陸地和水體间不一定有明確的分界。陸地和海洋分界處一般稱為海岸帶或是海灘。

## 歷史

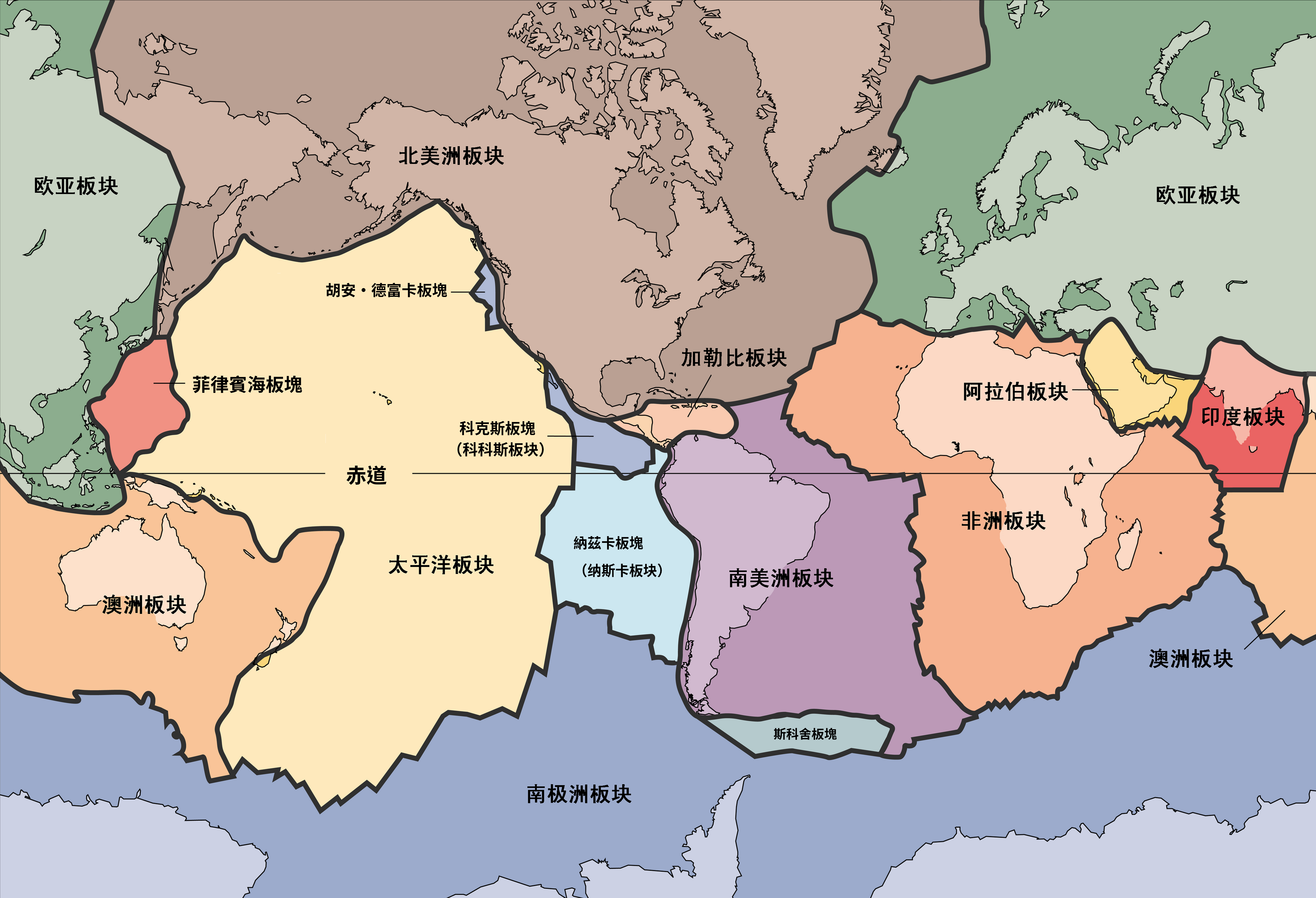
地球板块结构

地球誕生于46億年前，火山活動形成了大氣和海洋。地球的海洋由來自於小行星、彗星的冰或水蒸氣液化後形成，而此時的大氣因溫室效應讓水能保持液態，讓海洋佔地球表面70%以上。35億年前，地球磁場誕生，使得大氣層不會被太陽風給吹散。地球上的大氣與海洋不斷形塑陸地的形狀。陸地是地球的熔融外層冷卻形成的，也成为地殼。一旦陸地成為生物棲息地，生物將持續演化數百萬年並更加豐富多樣，直到下個大滅絕發生。根據上述兩個模型與理論，陸地的規模可能是穩定成長到現在的規模，或是一下子就到此時的規模。
陸地的位置與形狀因大陸板塊運動，在地球歷史上經歷了多次的分分合合。形成于11亿年前的罗迪尼亚大陆在前寒武纪开始分裂，并在7.5亿年前分裂成两半，形成了古大洋。寒武纪时期冈瓦那大陆在南极附近形成。巨神海在劳伦大陆（北美）、波罗地大陆（北欧）和西伯利亚大陆这几个古大陆之间扩张。奥陶纪时，古海洋分隔开劳伦大陆、波罗地、西伯利亚和冈瓦那大陆，古大洋则覆盖了北半球的大部分。志留纪时，劳伦大陆与波罗地大陆碰撞闭合了巨神海的北面，形成了歐美大陸。石炭纪早期，欧美大陆和冈瓦那大陆间的古生代海洋闭合，形成了盘古大陆的西半部分。白垩纪时南大西洋张开。印度从马达加斯加分离，加速向北对着亚欧大陆撞去；而北美仍与欧洲相连，澳大利亚仍然是南极洲的一部分。5千万至5千5百万年前，印度开始撞击亚洲，形成了青藏高原和喜马拉雅山脉。原本与南极洲相连的澳洲，此时也开始迅速向北移动。地球进入了大陆碰撞的新阶段，这最终会在未来形成新的盘古超大陆。

## 词源
陸地一詞最早出現在《管子》一書。《管子·山至数》：“故币乘马者，布币於国，币为一国陆地之数。谓之币乘马。”《汉书·货殖传》：“故曰陆地牧马二百蹏，牛千蹏角，千足羊，泽中千足彘，水居千石鱼波，山居千章之萩。” 明代袁可立《陈发兵出海之期疏》：“陆地抵复州三十里，盖州百八十里，水路抵盖则半日程。”明代徐光启 《农政全书》卷二五：“北方水源颇少，陆地沾湿处，宜种此稻。”

## 分類

陆地划分

“大陆”或“洲”是指地球上面积大于格陵兰岛的陆地。地球上的陆地可以分为欧亚大陆、非洲大陆（合称为欧亚非大陆）、美洲大陆、南极大陆、澳大利亚大陆；或分为歐洲、非洲、亞洲、大洋洲、美洲（北美洲、南美洲）及南極洲。其中面积最大的是欧亚大陆，面积最小的是大洋洲的澳大利亚大陆；中美洲与南美洲合称拉丁美洲。地质学上，洲除位于海平面上的陆地部分外，还包括环绕它的大陆架。大陆架的地壳的平均密度是2.8克/立方厘米，与海洋的地壳平均密度2.9克/立方厘米相差甚大，这个差别的原因是因为两种地壳的组成部分和形成过程不同。
“次大陆”指一块大陆中相对独立的较小组成部分。地理意义上的次大陆一般由山脉、沙漠、高原以及海洋等难以通过的交通障碍同大陆的主体部分相隔离。文化意义上的次大陆可以指任何与大陆主体部分相比，具有独特的文化特色的部分。如印度次大陆（“南亚”、“南亚次大陆”、“印巴次大陆”），可以看作是亚欧大陆或亚洲的次大陆。欧洲可以看作是亚欧大陆的次大陆，中美洲可以看作是北美洲的次大陆。西亚，可以看作是亚欧大陆等。
“半岛”是一種三面环水域，一面连陆地的地形，相當小的半岛稱為海岬或海角，至於像歐洲、南美洲南部、非洲南部那樣極為巨大的半島稱為大陸延伸。目前，阿拉伯半島是國際普遍認為的世界最大半島。
其他陆地分類还有：按组成物质分为冰原、岩漠、沙漠、泥漠、土壤表面。按常态地形分为高原、平原、盆地、山地、丘陵。